# توماس براون (لاعب كريكت)
توماس براون (9 أغسطس 1845 في المملكة المتحدة - ) (بالإنجليزية: Thomas Brown)‏ هو لاعب كريكت بريطاني.

## وصلات خارجية
- توماس براون على موقع إي آس بي آن كريك إنفو (الإنجليزية)